# Erik Pfannmöller
Erik Pfannmöller (Halle, 7 de febrero de 1985) es un deportista alemán que compitió en piragüismo en la modalidad de eslalon. Ganó una medalla de oro en el Campeonato Mundial de Piragüismo en Eslalon de 2007, en la prueba de K1 por equipos, y cinco medallas en el Campeonato Europeo de Piragüismo en Eslalon entre los años 2005 y 2007.

## Palmarés internacional
| Campeonato Mundial | Campeonato Mundial               | Campeonato Mundial | Campeonato Mundial |
| Año                | Lugar                            | Medalla            | Competición        |
| ------------------ | -------------------------------- | ------------------ | ------------------ |
| 2007               | Foz do Iguaçu (Brasil)           | Medalla de oro     | K1 por equipos     |
| Campeonato Europeo |                                  |                    |                    |
| Año                | Lugar                            | Medalla            | Competición        |
| 2005               | Tacen (Eslovenia)                | Medalla de plata   | K1 por equipos     |
| 2005               | Tacen (Eslovenia)                | Medalla de bronce  | K1 individual      |
| 2006               | L'Argentière-la-Bessée (Francia) | Medalla de plata   | K1 individual      |
| 2006               | L'Argentière-la-Bessée (Francia) | Medalla de bronce  | K1 por equipos     |
| 2007               | Liptovský Mikuláš (Eslovaquia)   | Medalla de plata   | K1 por equipos     |